# Белый амадай
Белый амадай (лат. Branchiostegus albus) — вид лучепёрых рыб семейства малакантовых (Malacanthidae). Морские придонные рыбы. Распространены в северо-западной части Тихого океана. Максимальная длина тела 45 см.

## Описание
Тело немного удлинённое, покрыто ктеноидной чешуёй. Высота тела составляет 24—28% стандартной длины тела. Голова большая, квадратной формы. Длина головы составляет 26—29% длины тела. На первой жаберной дуге 20—23 жаберных тычинок. Края предкрышки с мелкими зазубринами. Угол предкрышки около 105°, задний край с небольшой выемкой. Глаза посажены высоко на голове; диаметр орбиты глаза составляет 20—24% длины головы. Рот конечный, немного косой. Окончание верхней челюсти доходит до вертикали, проходящей через передний край глаза. В спинном плавнике 7 колючих и 15 мягких лучей. В анальном плавнике 2 колючих и 12 мягких лучей. Грудные плавники с 18—19 мягкими лучами, закруглённые, их окончания не доходят до анального отверстия. Брюшные плавники широкие, с закруглённым задним краем. Хвостовой плавник с двойной выемкой и заостренными лопастями. В боковой линии 48—51 прободённых чешуй плюс 2—4 чешуи на хвостовом плавнике. Первый шейный позвонок сильно изогнут.
На теле нет тёмных вертикальных полос. Верхняя часть тела серебристо-белая с розовым оттенком; брюхо белое; рыло жёлто-розовое, щеки с широкой серебристой полосой от подбородка до верхней челюсти. Мембраны спинного плавника полупрозрачные с участками белого или розового цвета. Вдоль края колючей части спинного плавника проходит тёмная полоса. Грудные плавники полупрозрачные; брюшные плавники молочно-белые с темноватым оттенком. Предорсальный гребень желтоватый. Хвостовой плавник темный, нижняя доля более светлая; лучи плавника жёлтые у основания; мембраны с небольшими жёлтыми пятнами; края верхней и нижней лопастей в основном белые.
Максимальная длина тела 45 см.

## Ареал и места обитания
Распространены в северо-западной части Тихого океана: Хонсю (Япония), Северная Корея, Восточно-Китайское море (включая Тайвань), Южно-Китайское море (включая Гонконг и Макао) до Вьетнама. Обитают над илистыми и песчаными грунтами на глубине 30—100 м.